# Gambia Cricket Association
Die Gambia Cricket Association (deutsch: Gambischer Cricket-Verband) ist der Dachverband des Cricketsports in dem westafrikanischen Staat Gambia und organisiert die gambische Cricket-Nationalmannschaft. Die Gambia Cricket Association ist seit 2002 ein assoziiertes Mitglied im International Cricket Council (ICC) sowie Mitglied in der African Cricket Association. Der Sitz des Verbandes ist Banjul.
Mit der Wahl vom 22. August 2008 ist Johnny Gomez Präsident des Verbandes.